# Live Killers
Queen Live Killers er et album af den engelske gruppe Queen. Albummet er fra 1979.

## Nummerliste

### 1. CD
1. We will rock you – (May)
2. Let me entertain you – (Mercury)
3. Death on two legs – (Mercury)
4. Killer Queen – (Mercury)
5. Bicycle Race – (Mercury)
6. I'm in love with my car – (Taylor)
7. Get down, make love – (Mercury)
8. You're my best friend – (Deacon)
9. Now i'm here – (May)
10. Dreamers ball – (May)
11. Love of my life – (Mercury)
12. 39 – (May)
13. Keep yourself alive – (May)

### 2. CD
1. Don't stop me now – (Mercury)
2. Spread your wings – (Deacon)
3. Brighton rock – (May)
4. Bohemian rhapsody – (Mercury)
5. Tie your mother down – (May)
6. Sheer heart attack – (Taylor)
7. We will rock you – (May)
8. We are the champions – (Mercury)
9. God save the queen – (Trad. Arr. May)